# Убийство (българско право)
Вижте пояснителната страница за други значения на Убийство.
Убийството според българското наказателно законодателство е регламентирано основно в чл. 115 НК.
„Който умишлено умъртви другиго, се наказва за убийство с лишаване от свобода от десет до двадесет години“
За установяване кога е налице смъртта на човек, правото използва достиженията на медицината. За мъртъв се счита човек, когато мозъкът му спре да работи, т.е. налице е мозъчна смърт. Именно поради това хора в дългогодишна кома продължават да се считат за живи и не спират да бъдат субекти на правото, т.е. могат да придобиват права и да поемат задължения чрез своите представители. Дали другите органи продължават да функционират, няма значение. При липса на мозъчна дейност, дори тялото да се поддържа „живо“ от машини, човекът се счита за мъртъв.
Квалифицираните състави се съдържат в чл. 116 от НК.
Чл. 116. (1) За убийство:
- 1. на длъжностно лице, на представител на обществеността, както и на военно лице, включително от съюзна или приятелска държава или войска, при или по повод изпълнение на службата или функцията му или на лице, ползуващо се с международна защита;
- 2. от длъжностно лице, както и от представител на обществеността, от лице от състава на полицията при или по повод изпълнение на службата или функцията му;
- 3. на баща или на майка, както и на рожден син или на рождена дъщеря;
- 4. (доп. – ДВ, бр. 62 от 1997 г.) на бременна жена, на малолетно лице или на повече от едно лице;
- 5. на лице, което се намира в безпомощно състояние;
- 6. по начин или със средства, опасни за живота на мнозина, по особено мъчителен начин за убития или с особена жестокост;
- 7. с користна цел;
- 8. с цел да бъде улеснено или прикрито друго престъпление;
- 9. извършено предумишлено;
- 10. извършено от лице, което действа по поръчение или в изпълнение на решение на организирана престъпна група;
- 11. извършено по хулигански подбуди и
- 12. представляващо опасен рецидив или осъществено от лице, извършило друго умишлено убийство по предходния или настоящия член, за което не е постановена присъда, наказанието е лишаване от свобода от петнадесет до двадесет години, доживотен затвор или доживотен затвор без замяна.

- (2) За убийство на съдия, прокурор, следовател, лице от състава на Министерство на вътрешните работи, държавен съдебен изпълнител, частен съдебен изпълнител и помощник-частен съдебен изпълнител, както и на митнически служител, на служител от данъчната администрация, на служител от Националното управление по горите или на служител на Министерството на околната среда и водите, осъществяващ контролна дейност при или по повод изпълнение на службата или функцията му, наказанието е лишаване от свобода от двадесет до тридесет години, доживотен затвор или доживотен затвор без замяна.

Случаите могат да се разделят в зависимост от:
– субектите – от длъжностно лице, както и от представител на обществеността, от лице от състава на полицията при или по повод изпълнение на службата или функцията му; от баща или майка; представляващо опасен рецидив или осъществено от лице, извършило друго умишлено убийство, за което не е постановена присъда; извършено от лице, което действа по поръчение или в изпълнение на решение на организирана престъпна група;
– обектите – на длъжностно лице, на представител на обществеността, както и на военно лице, включително от съюзна или приятелска държава или войска, при или по повод изпълнение на службата или функцията му, или на лице, ползващо се с международна защита; на баща или на майка, както и на рожден син или на рождена дъщеря; на бременна жена, на малолетно лице или на повече от едно лице; на лице, което се намира в безпомощно състояние; на съдия, прокурор, следовател, лице от състава на Министерството на вътрешните работи, държавен съдебен изпълнител, частен съдебен изпълнител и помощник частен съдебен изпълнител, както и на митнически служител, на служител от данъчната администрация, на служител от Националното управление по горите или на служител на Министерството на околната среда и водите, осъществяващ контролна дейност, при или по повод изпълнение на службата или функцията му.
– с оглед на обективната страна – по начин или със средства, опасни за живота на мнозина (като например бомбен взрив или употребата на опасни химикали), по особено мъчителен начин за убития или с особена жестокост, като те се преценяват във всеки конкретен случай
– с оглед на субективната страна – с користна цел; с цел да бъде улеснено или прикрито друго престъпление (например в случай на кражба да се отнеме вещта, без да има свидетели); извършено предумишлено-решението за убийство е взето предварително при спокойно психическо състояние на субекта; извършено по хулигански подбуди.
За наказуемо се счита и приготовлението към убийство – чл. 117, и се наказва с до 3 години лишаване от свобода. Под приготовление се има предвид действие, с които то се улеснява или въобще става възможно - следене и проучване на жертвата, набавяне на оръжие, намиране на съучастник и др.
Членове от 118 до 123 съдържат т.нар. привилегировани състави. При тях пак е налице фактът на настъпване на смърт, но липсва или умисъл или е налице някакво друго смекчаващо условие, което прави налагане на наказание по чл. 115 или чл. 116 несправедливо и нехуманно.
- чл. 118 урежда убийство в състояние на афект – когато деянието е извършено в състояние на силно раздразнение, което е предизвикано от пострадалия с насилие, с тежка обида или клевета или с друго противозаконно действие, от което са настъпили или е било възможно да настъпят тежки последици за виновния или негови близки. Наказанието е до 10 години лишаване от свобода.
- чл. 119 урежда убийство, извършено при превишаване пределите на неизбежна отбрана. Наказва се лишаване от свобода до 5 години.
- чл. 120 урежда убийство на новородено дете от майка веднага след раждането или малко след него. Наказанието е до 3 години. Основание за това се счита, че след раждането в резултат на претърпяната болка и/или шока майката не може да разсъждава трезво и да взима правилни решения. Трябва да се обърне внимание на факта, че от този специален режим може да се смята майката на детето, но не и бащата. Ако той убие новороденото той ще носи отговорност най-малко по чл. 116 ал. 3, ако не осъществи и други състави.
- чл. 121 урежда убийство на новородено с чудовищен вид. Престъплението се наказва с до 1 година лишаване от свобода. Любопитно е, че тази разпоредба в близка редакция присъства и в първия Наказателен закон на Княжество България. За да се ползват от този облекчен режим, е необходимо детето с чудовищен вид да е убито веднага след раждането. Затова, ако то е умъртвено дни след раждането, родителите не биха могли да се възползват от състав, а ще осъществят състава по чл. 116, ал. 3. Под чудовищен вид се разбира такова физическо състояние, което би направило невъзможно или изключително трудно съществуването на детето. Няма значение от кой родител е извършено убийството.
- чл. 122 урежда убийството по непредпазливост. Наказанието е лишаване от свобода до 3 години, стига да не е извършено по особен начин – чл. 122, ал. 2, а именно чрез огнестрелно оръжие, отровно вещество или жертвите са 2 или повече. Основание за това третиране е фактът, че липсва субективният елемент при причиняването на смърт – умисъл.
- чл. 123 урежда убийство поради незнание или немарливост при осъществяване на занятие. Лишаването от живот трябва да е причинено при упражняване на занятие или друга правно регламентирана дейност, представляваща източник на повишена опасност. Наказанието е 5 години. Квалифицираните състави се съдържат в ал. 2 – когато деецът няма право да упражнява съответното занятие, наказанието е 5 години, и ал. 3 – когато деецът е бил в пияно състояние или има две или повече жертви, наказанието е от 3 до 9 години, а при особено тежки случаи – от 5 до 15 години.